# ماغنوس مكسيموس
ماغنوس مكسيموس (335–28 أغسطس 388) هو إمبراطور روماني في الجزء الغربي من الإمبراطورية، حكم في الفترة من 383 إلى 388.
في عام 383، وبصفته قائدًا لبريطانيا، اغتصب العرش ضد الإمبراطور جراتيان، وبالتفاوض مع الإمبراطور ثيودوسيوس الأول، أصبح إمبراطورًا في بريطانيا وغالًا في العام المقبل بينما احتفظ شقيق جراتيان، فالنتينيان الثاني، بإيطاليا وبانونيا وهسبانيا وأفريقيا. في عام 387، أدت تطلعات مكسيموس إلى غزو إيطاليا، مما أدى إلى هزيمته على يد ثيودوسيوس الأول في معركة الحفظ عام 388. في نظر بعض المؤرخين، تُعد وفاته نهاية الوجود الإمبراطوري المباشر في شمال بلاد الغال وبريطانيا.

## حياته
وُلد مكسيموس في عام 335 في غالايسيا، على أراضي الكونت ثيودوسيوس (الأكبر)، وادعى أنه مرتبط بها. مكسيموس ابن الجنرال الروماني فلافيوس يوليوس يوتشيريوس وشقيق مارسيلينوس. وصف معاصرون قريبون بأن كرامته كانت تُهان بترقية الرجال الأقل شأنًا إلى مناصب عليا.
كان مكسيموس جنرالًا مرموقًا، عمل تحت إمرة الكونت ثيودوسيوس في أفريقيا في عام 373، وفي الدانوب في عام 376، حيث وُصف سلوكه بالجشع والتهور. من المرجح أنه كان ضابط عون في بريطانيا في عام 368، أثناء قمع المؤامرة الكبرى. كُلّف بالعمل في بريطانيا في عام 380، وهزم اجتياحًا قام به شعبي البيكتيون والغايل في عام381.
أصبح الإمبراطور الغربي جراتيان غير محبوب بسبب محاباته الملحوظة تجاه الشعب الألان -وهو شعب يتحدث اللغة الإيرانية (أنظر أيضًا السارماتيون والأوسيتيون) ومن أوائل معتنقي المسيحية الذين هاجروا إلى الشرق والغرب من وطنهم- على حساب المواطنين الرومانيين.
في عام 383، أُعلن مكسيموس إمبراطورًا بواسطة جنوده. ذهب إلى الغال لتحقيق طموحاته الإمبراطورية، وأخذ معه قسمًا كبيرًا من الحامية البريطانية.
بعد وصوله إلى الغال، ذهب مكسيموس للقاء جراتيان، وهزمه بعد خمسة أيام من المناوشات بالقرب من باريس. هرب جراتيان وقُتل في ليون في 25 أغسطس 383. في الوقت الذي واصل فيه حملته في إيطاليا، مُنع مكسيموس من الإطاحة بفالنتينيان الثاني، الذي كان في الثانية عشر من عمره فقط، وذلك عندما أرسل ثيودوسيوس الأول، الإمبراطور في الشرق، قوة كبيرة بقيادة فلافيوس باوتو لإحباطه. تبع ذلك مفاوضات في عام 384 تضمنت تدخل أمبروز، أسقف ميلان، والتوصل إلى اتفاق مع فالنتينيان الثاني وثيودوسيوس الأول، واعتُرف بمكسيموس أغسطسًا في الغرب.
اتخذ مكسيموس من أوغستا تريفيروم (ترير) عاصمة له في الغال، وحكم بريطانيا والغال وإسبانيا وأفريقيا. أصدر العملات وعددًا من المراسيم التي تعيد تنظيم منظومة المقاطعات في الغال. يعتقد بعض الباحثين أنه من المرجح أن مكسيموس قد أسس مكتب كونتات بريطانيا أيضًا. أصبح إمبراطورًا محبوبًا؛ إذ مدح كوينتس أوريليوس فضائل مكسيموس. استعان بقوات الفيوديراتي مثل الألامانيون ليحظى بتأثير كبير. كان أيضًا مضطهدًا متشددًا تجاه الزنادقة.
أمر بإعدام برسقليانس وستة من رفاقه بتهمة الزندقة، في دعوى بشأن البرسقليانية، رغم أن التهم المدنية الفعلية التي وضعها مكسيموس بنفسه كانت بشأن ممارسة السحر. استمرت عمليات الإعدام هذه على الرغم من الاحتجاجات المناهضة لتورط رجال بارزين في السلطة العلمانية مثل أمبروز ومارتين التوروزي. لذلك، لم يحدد مكسيموس وثائق تفويضه كنصير للأرثوذكسية فحسب، بل عزز موارده المالية في عمليات المصادرة التي تلت ذلك. استنكر الأسقف أمبروز مرسوم مكسيموس الذي صدر في عام 387 أو 388 والذي وجه اللوم إلى المسيحيين الذين حرقوا الكنيس يهودي، وذكر أن الشعب هتف: «أصبح الإمبراطور يهوديًا».
في عام 387 نجح مكسيموس في إرغام الإمبراطور فالنتينيان الثاني على الخروج من ميلانو، الذي فر متجهًا إلى ثيودوسيوس الأول. غزا ثيودوسيوس وفالنتينيان من الشرق وقتها، وقاما بحملة ضد مكسيموس في يوليو- أغسطس 388، وقاد ريكوميرز وعدد من الجنرلات قواتهما. هُزم مكسيموس في معركة الحفظ، وانسحب إلى أكويليا. في ذلك الوقت، اغتنم الإفرنج بقيادة ماركومر الفرصة لغزو الغال الشمالي، مما زاد من ضعف موقف مكسيموس.
هُزم أندراغاثيوس، قاضي فرسان مكسيموس وقاتل الإمبراطور جراتيان، بالقرب من سيساك، بينما سقط شقيق مكسيموس، مارسيلينوس، في معركة بيتوج. استسلم مكسيموس في أكويليا، وأُعدم على الرغم من توسله للرحمة. أصدر مجلس الشيوخ مرسوم دامناتيو ميمورياي (لعن الذاكرة) بحقه. مع ذلك، نجت والدته واثنتان من بناته. خنق الجنرال المؤتمن لثيودوسيوس، أربوغاست، ابن مكسيموس، فلافيوس فيكتور، في ترير في خريف نفس العام.

### مصير عائلته
لم يُدوَّن ما حدث بالضبط لعائلة مكسيموس بعد سقوطه. من المعروف أنه كان لديه زوجة، والتي ذُكر عنها أنها طلبت مشورة روحية من مارتين التوروزي أثناء فترة عمله في ترير. لم يُحفظ مصيرها النهائي، بل وحتى اسمها (أنظر إلى الأعراف الويلزية أدناه)، في سجلات تاريخية قاطعة. ويصدق نفس القول على والدة مكسيموس وبناته، باستثناء عفو ثيودوسيوس الأول عنهم.
يُرجح أن إحدى بنات مكسيموس تزوجت من إينوديوس، بروقنصل أفريقيا (395). حفيد إينوديوس هو بترونيوس مكسيموس، الإمبراطور المشؤوم الآخر، الذي حكم روما لمدة 77 يومًا فقط قبل أن يُرجم حتى الموت أثناء فراره من الوندال في 24 مايو 455. من بين سلالة إينوديوس، وبالتالي ربما من مكسيموس، أنسيوس أوليبريوس، إمبراطور في عام 472، إضافة إلى العديد من القناصل والأساقفة مثل سانت ماغنوس فيليكس إينوديوس (أسقف بافيا 514-521). نصادف أيضًا ابنة أخرى لماغنوس مكسيموس، سيفيرا، والتي لم تُسجل على إليسيد كروس (عمود إليسيد)، وهو حجر منقوش يعود للعصور الوسطى في ويلز والذي يدعي زواجها من فورتيجرن، حاكم بريطانيا الأسطوري.

## دوره في التاريخين البريطاني والبريتاني
تزامنت محاولة مكسيموس للاستيلاء على السلطة الإمبراطورية في عام 383 مع آخر تاريخ إثبات أي وجود عسكري روماني في ويلز وبيناينز الغربية وحصن ديفا (تشستر حاليًا). عُثر على عملات معدنية قديمة تعود لما بعد عام 383 في عمليات التنقيب التي جرت على طول سور هادريان، مما يشير إلى عدم تجريد المنطقة من القوات كليًا، كما كان يُعتقد في السابق. يقول غيلداس في كتاب على أنقاض بريطانيا وغزوها (540) أن مكسيموس لم «يجرد» بريطانيا من قواتها الرومانية فحسب، بل أيضًا من «الجماعات المسلحة... وحكامها وزهرة شبابها»، إلى غير رجعة.

## راوبط خارجية
- De Imperatoribus Romanis account
- Roman Empire account
- "Genèse de la Bretagne armoricaine"
- Roman Emperors DIR Magnus Maximus

| Magnus Maximus Non-dynasticBorn: 335 Died: 28 August 388 |                                                                                         |                                              |
| Regnal titles                                            |                                                                                         |                                              |
| Preceded by Gratian and Valentinian II                   | Roman Emperor 383-388 Served alongside: Valentinian II، Theodosius I and Flavius Victor | Succeeded by Valentinian II and Theodosius I |
| Political offices                                        |                                                                                         |                                              |
| Preceded by Valentinian II, Eutropius                    | Consul of the Roman Empire 388 with Theodosius I and Maternus Cynegius                  | Succeeded by Timasius, Promotus              |
| Legendary titles                                         |                                                                                         |                                              |
| Preceded by Octavius                                     | King of Britain 383–388 with Dionotus (regent)                                          | Succeeded by Gracianus Municeps              |